# 16. srpen
16. srpen je 228. den roku podle gregoriánského kalendáře (229. v přestupném roce). Do konce roku zbývá 137 dní.

## Události

### Česko
- 1419 – Na novém hradě u Kunratic, který si nechal vybudovat několik let před smrtí za účelem odpočinku, zemřel český král Václav IV.
- 1744 – Do Čech vpadl se svou armádou pruský král Friedrich II., čímž začala Druhá slezská válka.
- 1916 – Poslední den provozu pozemní lanové dráhy na Letnou.
- 1921 – Podkarpatský zbojník Nikola Šuhaj a jeho bratr Jura byli zavražděni svými bývalými kumpány.
- 1954 – Zahájeny výzkumné práce na Slovanském hradišti v Mikulčicích pod vedením akademika Josefa Poulíka.
- 1999 – Blokáda ekologických aktivistů zastavila na Šumavě kácení stromů nakažených kůrovcem.
- 2002 – V okrese Litoměřice kulminovala povodeň v obci Nové Kopisty.

### Svět
- 1284 – Byli sezdáni Filip IV. Sličný a Jana I. Navarrská.
- 1570 – Je založeno Sedmihradské knížectví poté, co se Jan II. Zápolský vzdá svého nároku na titul uherského krále ve Špýrské smlouvě.[1]
- 1705 – Války o dědictví španělské: v bitvě u Cassana utrpěl svou jedinou porážku ve velké bitvě princ Evžen Savojský.
- 1717 – Princ Evžen Savojský porazil Turky v rozhodující bitvě u Bělehradu, čímž rozhodl válku proti Osmanské říši ve prospěch habsburské monarchie.
- 1793 – Pařížský Konvent přijal zákon o všeobecné mobilizaci (Levée en masse).
- 1855 – Krymská válka: spojenci porazili ruskou armádu v bitvě na řece Čorna.
- 1876 – Premiéra opery Richarda Wagnera Siegfried, která je součástí tetralogie Prsten Nibelungův v Bayreuthu,. Libreto napsal sám Richard Wagner na motivy středověkých eposů a ság.
- 1896 – Na řece Klondike v kanadském teritoriu Yukon bylo nalezeno zlato, čímž započala zlatá horečka na Klondiku.
- 1918 – Ruská občanská válka: bylo svedeno pravděpodobně jediné střetnutí československé flotily bitva na Bajkalském jezeře.
- 1960 – Kypr získal nezávislost na Velké Británii.
- 1982 – Získala Navarra, Kastilie-La Mancha a Aragonie autonomní statut.
- 1999 – Vladimir Putin se stal premiérem Ruské federace.

## Narození

### Česko

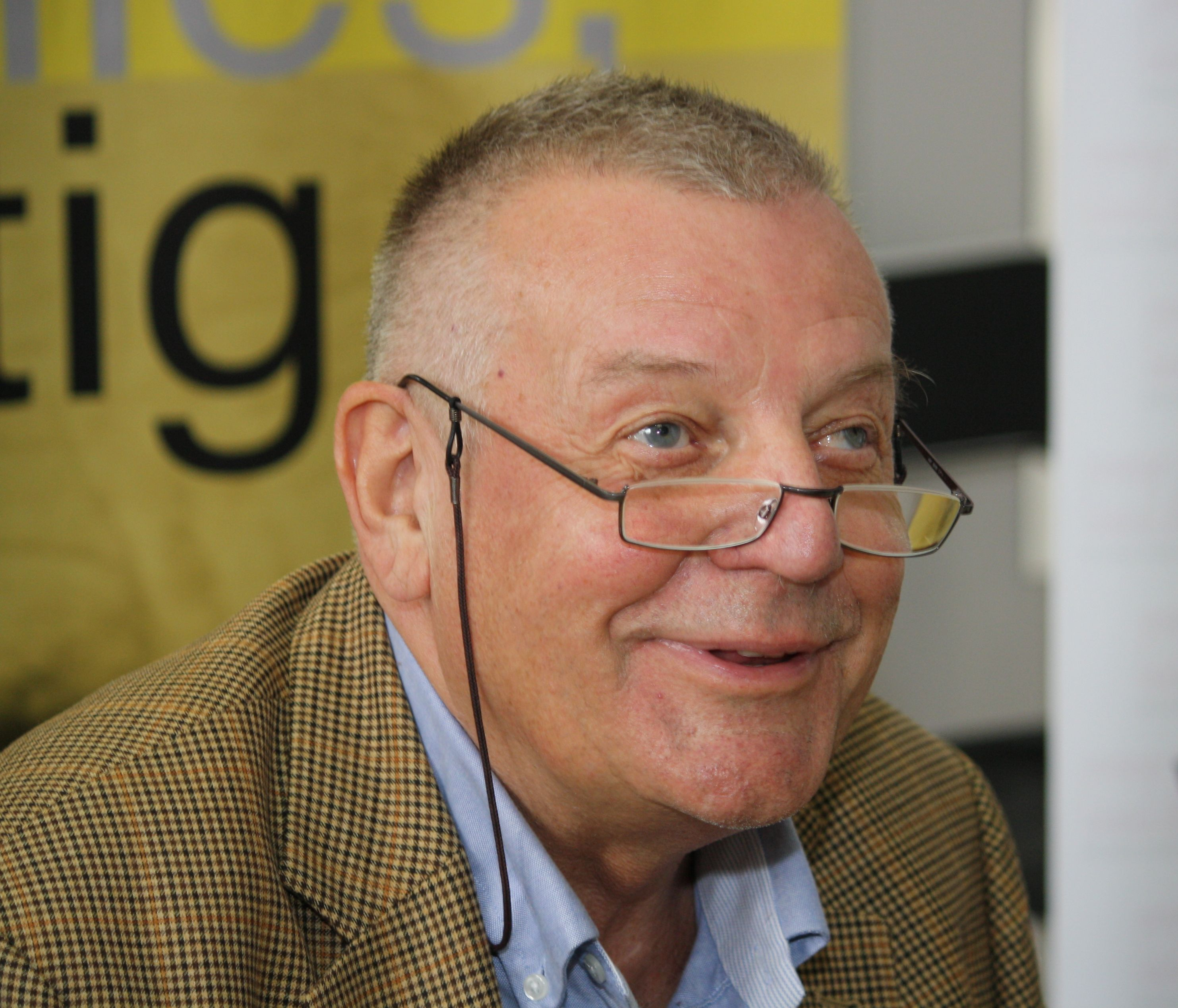
Karel Hvížďala (* 1941)

- 1792 – Anton Buchberger, starosta Znojma († 11. ledna 1880)
- 1837 – Josef Schöbl, profesor očního lékařství a zoolog († 6. dubna 1902)
- 1848 – Josef Brdlík, český podnikatel a politik († 22. listopadu 1932)
- 1850 – Karel Emanuel ze Žerotína, moravský šlechtic a politik († 26. prosince 1934)
- 1861 – Alois Adlof, kazatel Jednoty českobratrské († 25. března 1927)
- 1869 – Marie Laudová, česká herečka († 20. října 1931)
- 1877 – Karl Hoschna, americký skladatel a hobojista českého původu († 23. prosince 1911)
- 1880 – Jan Roubal, entomolog († 23. října 1971)
- 1881 – Zdeněk Městecký, atlet-běžec († 15. května 1935)
- 1885
  - Karel Václav Petřík, československý generál († 8. července 1957)
  - Karel Rychlík, český matematik († 28. května 1968)
- 1896 – Ferdinand Nesrovnal, kněz, oběť komunistického režimu († 30. května 1952)
- 1913 – Václav Junek, malíř a grafik († 29. ledna 1976)
- 1917 – Emil Ludvík, hudební skladatel († 15. dubna 2007)
- 1920 – Ludvík Černý, primátor hlavního města Prahy († 12. září 2003)
- 1922 – Zdeněk Matějček, dětský psycholog († 26. říjen 2004)
- 1923 – Zdenko Nováček, hudební teoretik a politik († 14. srpna 1987)
- 1926 – Miloš Pick, ekonom a publicista († 30. října 2011)
- 1927
  - Jiří Matoušek, československý basketbalista
  - František Ipser, československý fotbalový reprezentant († 8. prosince 1999)
- 1929 – Bořivoj Dostál, archeolog († 18. srpna 1994)
- 1941
  - Karel Hvížďala, novinář, dramatik a spisovatel
  - Leopold Páleníček, horolezec
  - Petra Oriešková, malířka († 16. října 2022)
- 1942 – Jaroslav Lobkowicz, český podnikatel a politik
- 1943 – Jaroslav Pollert, československý kanoista
- 1947 – František Bányai, programátor a předseda pražské židovské obce
- 1948
  - Zdeněk Jůzek, český novinář a spisovatel († 18. srpna 2012)
  - Vladimír Procházka, horolezec, historik, metodik a publicista
- 1960 – Juraj Chmiel, diplomat, politik a afrikanista
- 1966
  - Radek Ťoupal, hokejista
  - David Volek, hokejista
  - Jan Vondráček, dabér a herec
- 1969 – Karel Havlíček, ekonom a politik
- 1977
  - Michal Šušák, basketbalista
  - Tomáš Jílek, sportovní novinář a komentátor
- 1979 – Xindl X, písničkář a scenárista
- 1982 – Petr Koukal, lední hokejista
- 1986
  - Renata Langmannová, modelka
  - Petra Chocová, plavkyně
- 1994 – Jesika Malečková, tenistka
- 2002 – Michal Gut, lední hokejista

### Svět

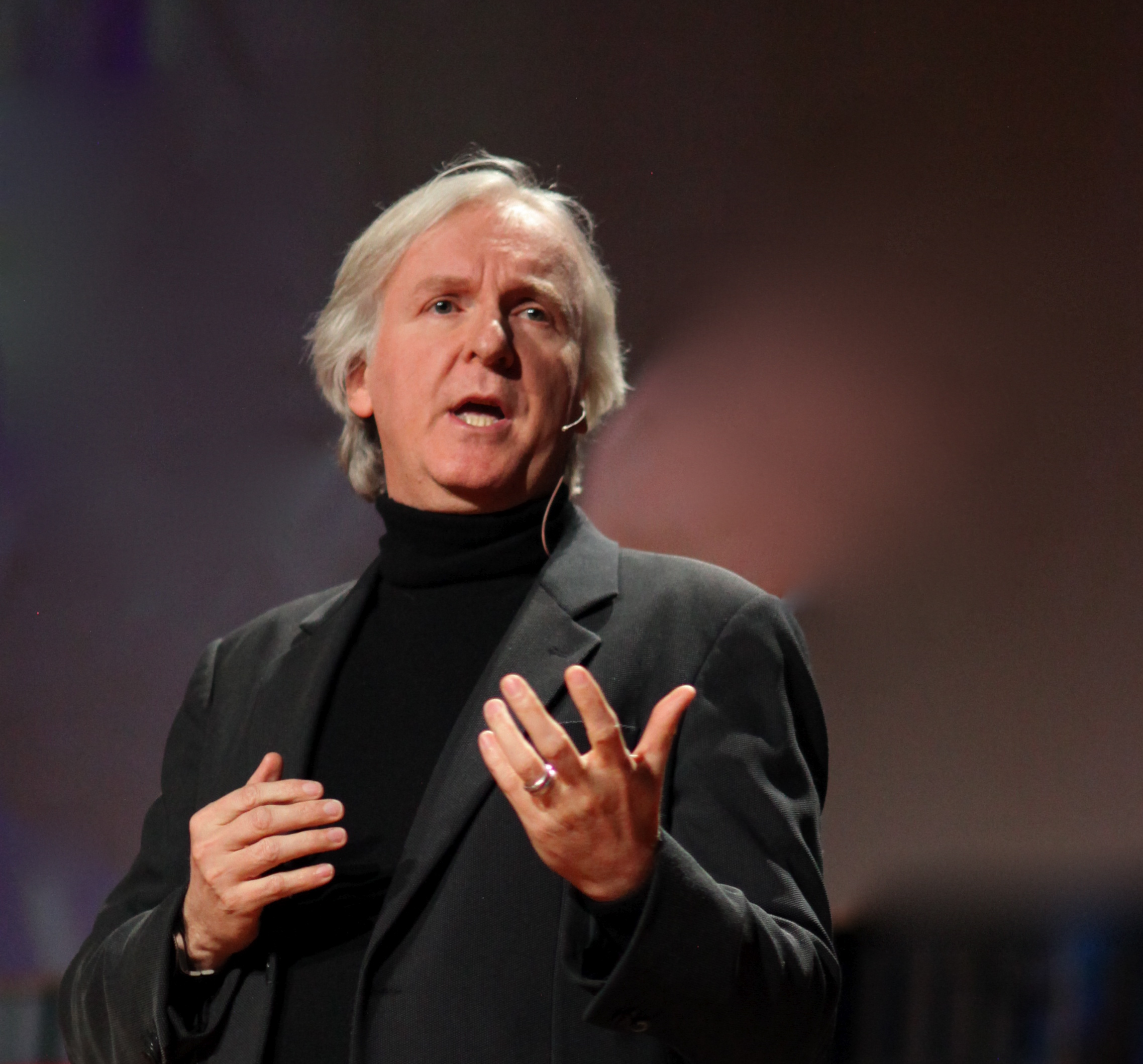
James Cameron (* 1954)

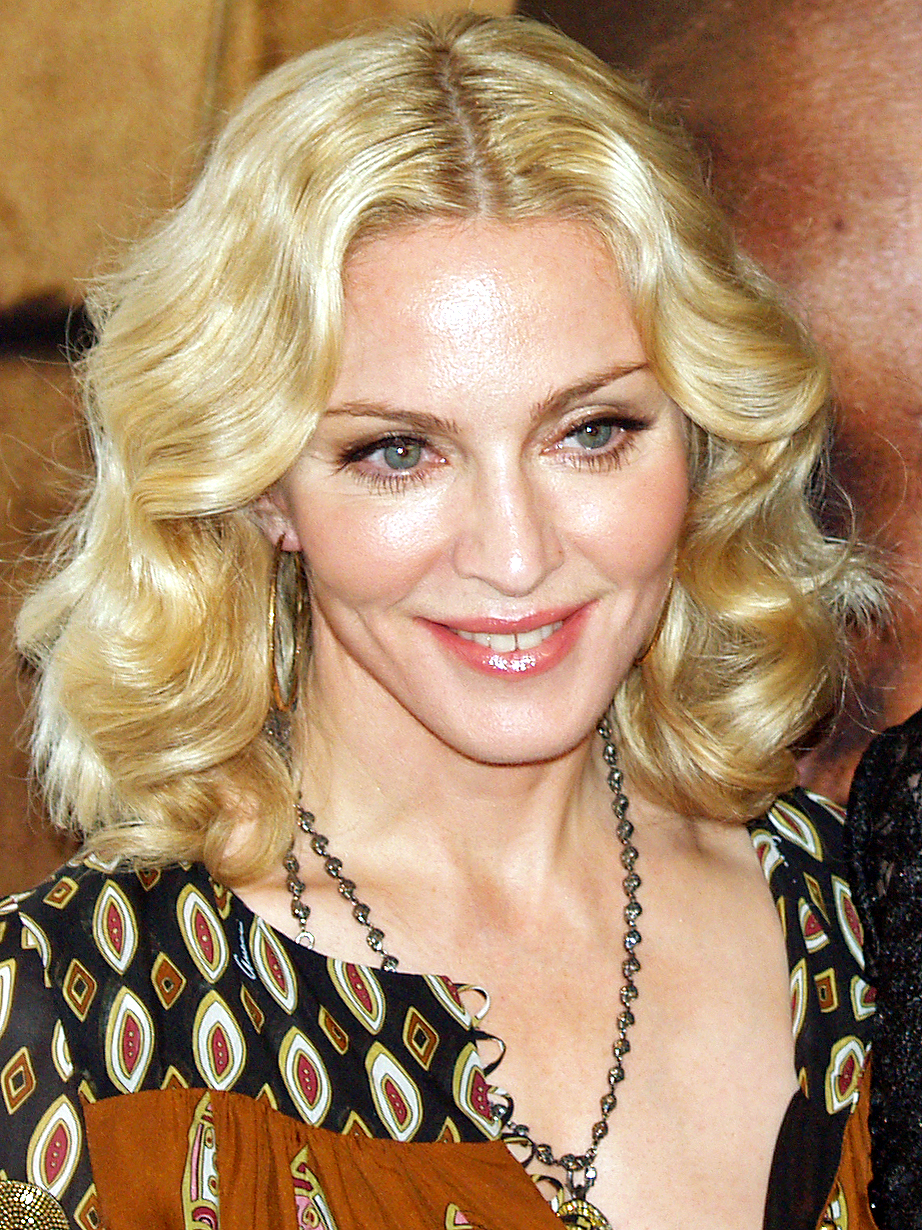
Madonna (* 1958)

- 1378 – Chung-si, čínský císař († 29. května 1425)
- 1573 – Anna Habsburská, polská a švédská královna († 10. února 1598)
- 1608 – Louis Raduit de Souches, vojevůdce francouzského původu († 1682)
- 1645 – Jean de La Bruyère, francouzský spisovatel a filosof († 10. května 1696)
- 1660 – Leopold Ignác z Ditrichštejna, moravsko-rakouský šlechtic a kníže († 13. července 1708)
- 1662 – Hans Adam I., třetí lichtenštejnský kníže († 16. června 1712)
- 1682 – Ludvík Francouzský, vévoda burgundský († 23. února 1712)
- 1706 – Florian Josef Bahr, německý kněz a misionář v Číně († 7. června 1771)
- 1744 – Pierre Méchain, francouzský astronom († 1804)
- 1763 – Bedřich August Hannoverský, britský a německý princ († 5. ledna 1827)
- 1795 – Heinrich Marschner, německý hudební skladatel († 1861)
- 1798 – Mirabeau B. Lamar, americký politik († 1859)
- 1815 – Jan Bosco, italský katolický kněz († 1888)
- 1819 – Tirimüjgan Kadınefendi, manželka osmanského sultána Abdulmecida I. a matka Abdulhamida II. († 3. října 1852)
- 1821 – Arthur Cayley, britský matematik († 26. ledna 1895)
- 1830 – George Alcock MacDonnell, irský duchovní a šachový mistr († 3. června 1899)
- 1832
  - Charles Roscoe Savage, britský fotograf († 4. února 1909)
  - Wilhelm Wundt, německý psycholog († 1920)
- 1834 – Josef Löwy, rakouský malíř a dvorní fotograf († 24. března 1902)
- 1836 – Eugen Petersen, německý klasický filolog a archeolog († 14. prosince 1919)
- 1845 – Gabriel Lippmann, francouzský fyzik, nositel Nobelovy ceny († 1921)
- 1859 – Carl Boberg, švédský básník, žurnalista a politik († 17. ledna 1940)
- 1871 – Zakaria Paliašvili, gruzínský hudební skladatel († 6. října 1933)
- 1881 – Fritz Stuckenberg, německý malíř († 18. května 1944)
- 1884 – Hugo Gernsback, lucembursko-americký redaktor a vydavatel, zakladatel moderní science fiction († 1967)
- 1888 – T. E. Lawrence, anglický voják, výzkumník a spisovatel († 1935)
- 1895
  - Jacinto Guerrero, španělský hudební skladatel († 15. září 1951)
  - Albert Cohen, švýcarský spisovatel († 17. října 1981)
- 1902 – Georgette Heyerová, anglická spisovatelka († 4. července 1974)
- 1904 – Wendell Meredith Stanley, americký biochemik a virolog, Nobelova cena 1946 († 15. června 1971)
- 1905 – Marian Rejewski, polský matematik a kryptolog († 13. února 1980)
- 1906
  - Franz Joseph II., lichtenštejnské kníže († 13. listopadu 1989)
  - Edward Ochab, prezident Polska († 1. května 1989)
- 1910 – Karel Alfréd z Lichtenštejna, lichtenštejnský kníže († 17. listopadu 1985)
- 1911 – Ernst Friedrich Schumacher, britský ekonom německého původu († 4. září 1977)
- 1912 – William Vandivert, americký fotograf († 1. prosince 1989)
- 1913 – Menachem Begin, izraelský politik († 9. března 1992)
- 1919 – Antonis Samarakis, řecký spisovatel († 8. srpna 2003)
- 1920
  - Charles Bukowski, americký básník a spisovatel († 9. března 1994)
  - Ronald Pope, anglický sochař a malíř († 1997)
  - Virgil Ierunca, rumunský exilový publicista a literární vědec († 28. září 2006)
- 1921 – Max Thurian, švýcarský teolog († 15. srpna 1996)
- 1923 – Jack Aeby, americký fyzik a strojní inženýr († 19. června 2015)
- 1925 – Mal Waldron, americký klavírista († 2. prosince 2002)
- 1928 – Ann Blythová, americká herečka a zpěvačka
- 1929
  - Janusz Bogdanowski, polský architekt a urbanista († 16. dubna 2003)
  - Bill Evans, americký jazzový pianista († 1980)
- 1933 – Stuart Roosa, americký astronaut († 1994)
- 1934
  - Daniel Stern, americký psychoanalytik († 12. listopadu 2012)
  - Pierre Richard, francouzský herec
- 1938 – András Balczó, maďarský reprezentant v moderním pětiboji, olympijský vítěz
- 1939
  - Valerij Rjumin, sovětský a ruský kosmonaut († 6. června 2022)
  - Seán Brady, irský kardinál
  - Billy Joe Shaver, americký zpěvák a skladatel „outlaw country“
- 1940
  - Sean Bonniwell, americký kytarista, zpěvák a skladatel († 20. prosince 2011)
  - Bruce Beresford, australský filmový režisér
- 1941
  - Josef Ábel, slovenský operní pěvec, herec a tanečník
  - Ahmed al-Mirghani, prezident Súdánu († 2. listopadu 2008)
- 1944
  - Kevin Ayers, je britský hudebník, zpěvák, kytarista a baskytarista († 18. února 2013)
  - Russ Titelman, americký hudební producent
- 1946
  - Masúd Barzání, prezident Iráckého Kurdistánu
  - Pavao Pavličić, chorvatský prozaik
- 1948 – Barry Hay, nizozemský zpěvák
- 1949 – Scott Asheton, americký bubeník († 15. března 2014)
- 1950
  - Mirko Cvetković, srbský ministerský předseda
  - Hasely Crawford, trinidadský sprinter, olympijský vítěz 1976
  - Neda Ukraden, chorvatská popová zpěvačka
- 1951
  - Eric Bibb, americký bluesový písničkář
  - Umaru Yar'Adua, prezident Nigérie († 5. května 2010)
- 1954
  - James Cameron, filmový režisér, producent, scenárista
  - Ole Kjær, dánský fotbalový brankář
- 1955 – Ľubica Blaškovičová, slovenská filmová a divadelní herečka
- 1957 – Laura Innes, americká herečka, scenáristka a režisérka
- 1958
  - Angela Bassettová, americká herečka
  - Madonna, americká zpěvačka a herečka
  - Steve Sem-Sandberg, švédský spisovatel
- 1959 – Laura Innes, americká herečka
- 1962 – Steve Carell, americký komediální herec, producent a spisovatel
- 1967 – George Stults, americký herec
- 1968 – Clovis Cornillac, francouzský herec a filmový režisér
- 1974
  - Didier Cuche, švýcarský alpský lyžař
  - Krisztina Egerszegiová, maďarská plavkyně
- 1975
  - Taika Waititi, novozélandský režisér, scenárista, herec a komik
  - Vasilij Pivcov, kazašský horolezec
- 1980 – Julien Absalon, francouzský biker
- 1982 – Roque Santa Cruz, paraguayský fotbalista
- 1988 – Rumer Willis, americká herečka
- 1990 – Magali Harveyová, kanadská ragbistka
- 1991
  - Anna Gasserová, rakouská snowboardistka
  - Evanna Lynchová, irská herečka
- 1992
  - Piotr Lisek, polský atlet, tyčkař
  - Quentin Fillon Maillet, francouzský biatlonista
- 1996 – Denis Spicov, ruský běžec na lyžích
- 2001 – Jannik Sinner, italský tenista

## Úmrtí

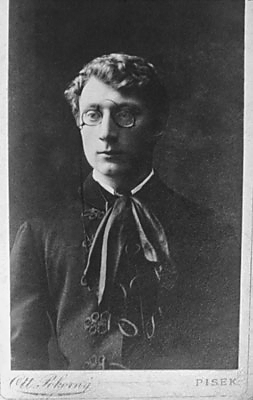
Antonín Sova († 1928)

### Česko
- 1419 – Václav IV., český král (* 26. únor 1361)
- 1421 – Petr Zmrzlík ze Svojšína, husitský šlechtic (* asi 1375)
- 1857 – Karel Zimmermann, česko-německý malíř a kreslíř (* ? 1796)
- 1887 – Ferdinand Pravoslav Náprstek, mecenáš české hudby a divadla (* 24. května 1824)
- 1907 – Cyril Mandel, moravský malíř (* 23. října 1873)
- 1928 – Antonín Sova, básník a prozaik (* 26. únor 1864)
- 1931 – Zdeněk Záhoř, literární historik, kritik a spisovatel (* 10. července 1881)
- 1938 – Augustin Němejc, malíř (* 15. března 1863)
- 1945
  - Rudolf Hotowetz, československý politik (* 12. října 1865)
  - Kamil Krofta, historik (* 17. července 1876)
- 1949
  - Ladislav Bilík, letec v RAF (* 22. června 1918)
  - Vladimír Slavínský, český herec, básník, scenárista a filmový režisér (* 26. září 1890)
- 1950 – Antonín Sochor, generálmajor, hrdina čs armády (* 16. července 1914)
- 1981 – Adolf Kroupa, překladatel (* 25. července 1910)
- 1988 – Felix Maria Davídek, kněz (* 12. ledna 1921)
- 1989 – Emanuel Hruška, architekt (* 31. ledna 1906)
- 1997 – Ludvík Šváb, psychiatr, jazzman, surrealista a odborník na němé filmy (* 20. července 1924)
- 1999 – Václav Nývlt, scenárista a dramaturg (* 28. září 1930)
- 2001 – Mojmír Preclík, sochař, keramik, restaurátor a fotograf (* 9. února 1931)
- 2004 – Ivan Hlinka, hokejový trenér a reprezentant (* 26. ledna 1950)
- 2009 – Josef Balvín, dramaturg a překladatel z němčiny (* 13. prosince 1923)

### Svět

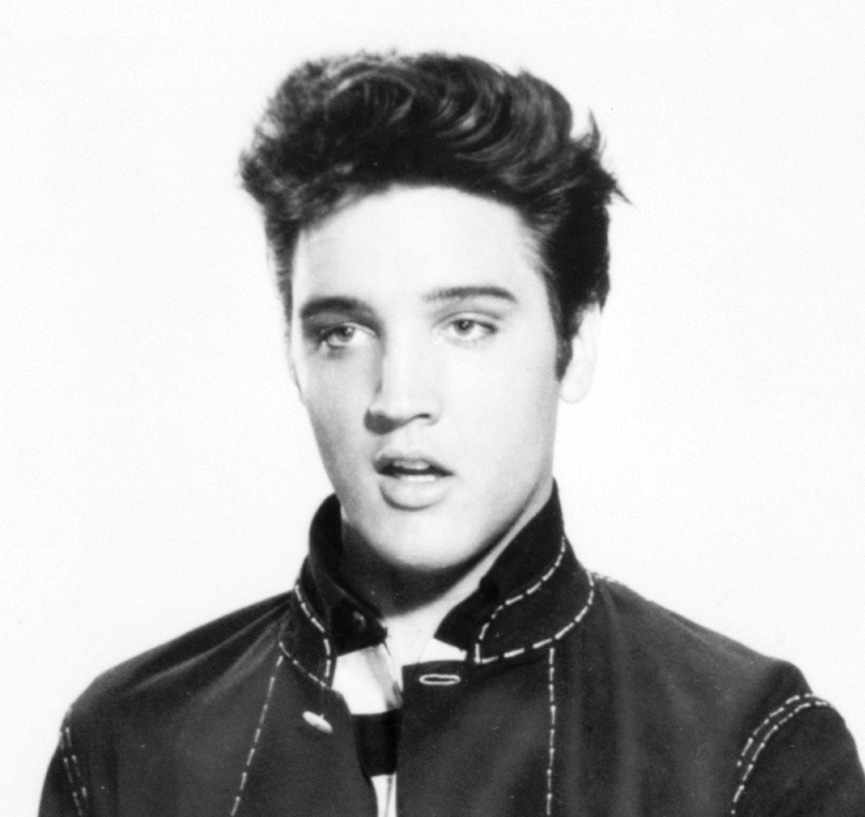
Elvis Presley († 1977)

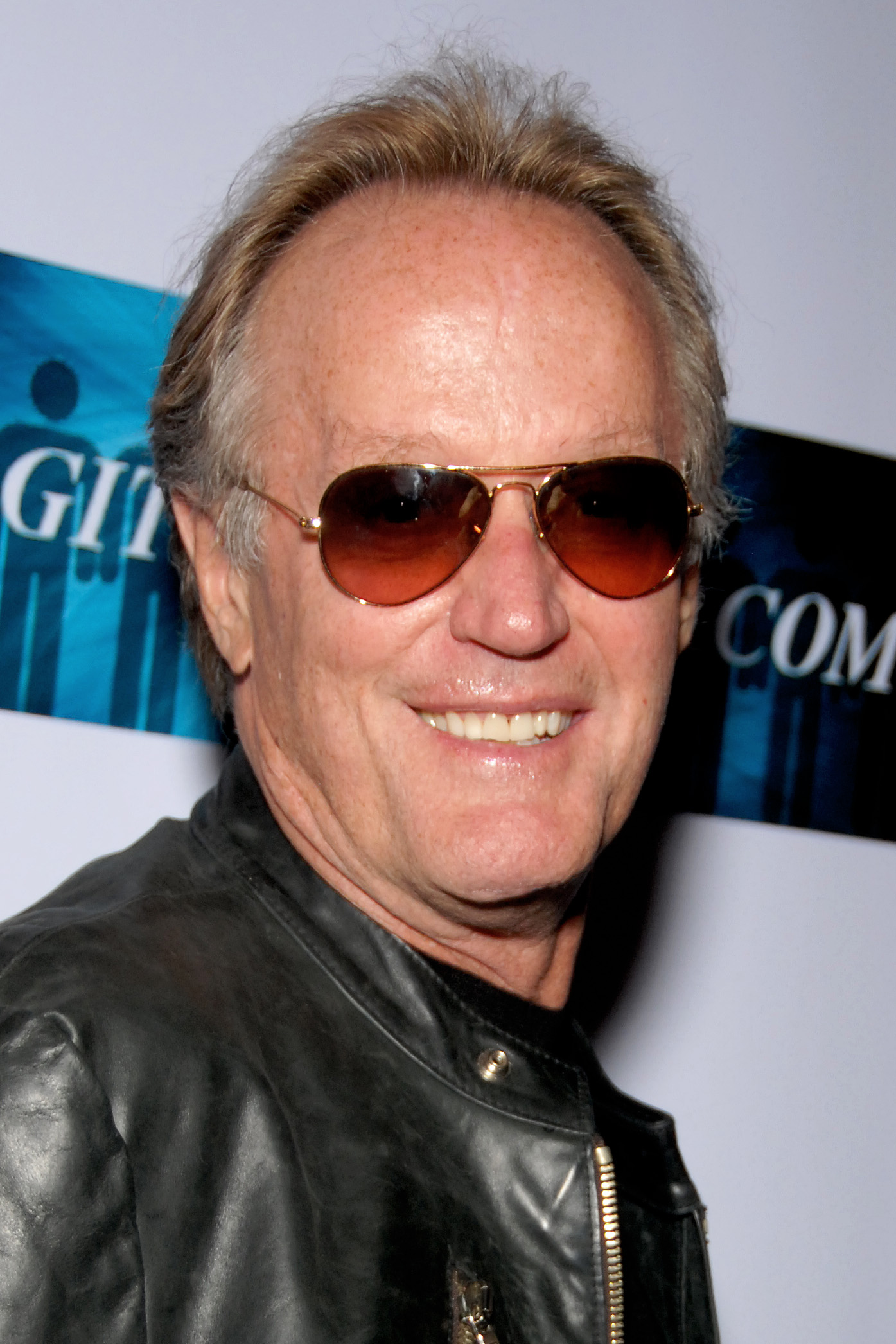
Peter Fonda († 2019)

- 1153 – Bernard z Tremelay, čtvrtý velmistr Templářského řádu (* ?)
- 1157 – Ramiro II., aragonský král (* 1080)
- 1180 – Konstancie Francouzská, dcera Ludvíka VI., hraběnka z Mortain, Boulogne a Toulouse (* 1128)
- 1327 – Roch z Montpellieru, francouzský světec (* kolem 1295)
- 1443 – Jošikacu Ašikaga, japonský šógun (* 1434)
- 1445 – Markéta Skotská, dcera skotského krále Jakuba I. (* 25. prosince 1424)
- 1501 – Eleanor Beaufortová, anglická šlechtična (* 1431)
- 1641 – Thomas Heywood, anglický dramatik (* 1574)
- 1705 – Jacob Bernoulli, švýcarský matematik a vědec (* 1654)
- 1786 – John Francis Wade, anglický skladatel (* 1711)
- 1816 – Johann Jahn, rakouský biblista a orientalista (* 18. června 1750)
- 1876 – Charles Grandison Finney, americký teolog (* 1792)
- 1886 – Šrí Rámakršna, indický mystik a hinduistický filozof (* 18. února 1836)
- 1888 – John Stith Pemberton, americký vynálezce (Coca-Cola) (* 1831)
- 1893 – Jean-Martin Charcot, francouzský lékař, spolutvůrce neurologie a psychiatrie (* 1825)
- 1899
  - Robert von Benda, německý šlechtic a politik (* 18. února 1816)
  - Robert Wilhelm Bunsen, německý chemik (* 1812)
- 1900 – José Maria de Eça de Queirós, portugalský spisovatel, publicista a diplomat (* 25. listopadu 1845)
- 1908 – Jakub Alois Jindra, český buditel dobrovolného hasičstva (* 24. července 1853)
- 1912 – Johann Martin Schleyer, německý kněz, tvůrce umělého jazyka Volapük (* 18. července 1831)
- 1915 – Ferdinand Bischoff, profesor rakouského práva, rektor Univerzity ve Štýrském Hradci (* 24. dubna 1826)
- 1916 – Umberto Boccioni, italský malíř a sochař (* 1882)
- 1919 – Alexandr Petrovič Izvolskij, ministr zahraničí carského Ruska (* 18. března 1856)
- 1921
  - Nikola Šuhaj, podkarpatský zbojník (* 3. dubna 1898)
  - Petr I. Karađorđević, král Srbska a pozdější Jugoslávie (* 1844)
- 1925 – Alfred Merz, rakouský geograf (* 1880)
- 1938
  - Robert Johnson, americký bluesový muzikant (* 8. května 1911)
  - Andrej Hlinka, slovenský kněz a politik (* 27. září 1864)
  - Jan Březina, polární letec, oběť komunismu (* 5. ledna 1914)
- 1939 – Ferdynand Grüning, polský sériový vrah a násilník (* 6. srpen 1885 či 1886)
- 1944 – Tadeusz Gajcy, polský básník (* 8. února 1922)
- 1945 – Takidžiró Óniši, japonský admirál (* 1891)
- 1948 – Babe Ruth, americký baseballový hráč (* 6. února 1895)
- 1949 – Margaret Mitchellová, americká spisovatelka (* 8. listopadu 1900)
- 1956 – Béla Lugosi, americký herec maďarského původu (* 1882)
- 1957 – Irving Langmuir, americký chemik, nositel Nobelovy ceny (* 31. ledna 1881)
- 1959 – Wanda Landowska, cembalistka polského původu (* 5. července 1879)
- 1967 – Arthur Omre, norský spisovatel (* 17. prosince 1887)
- 1973 – Selman Abraham Waksman, americký biochemik a mikrobiolog (* 1888)
- 1975
  - Vladimir Kuc, sovětský běžec na dlouhé tratě, olympijský vítěz (* 7. února 1927)
  - Friedrich Sämisch, německý šachový velmistr (* 20. září 1896)
- 1977 – Elvis Presley, americký zpěvák (* 8. ledna 1935)
- 1992 – Oľga Adamčíková, slovenská herečka (* 17. února 1903)
- 1997 – Nusrat Fateh Ali Khan, pákistánský hudebník (* 13. října 1948)
- 1998 – Frank Lewis, americký zápasník, zlato na OH 1936 (* 6. prosince 1912)
- 2000 – Belo Polla, slovenský historik, archeolog a archivář (* 12. dubna 1917)
- 2002 – Abu Nidal, palestinský terorista (* 1937)
- 2003 – Idi Amin, ugandský diktátor (* asi 1924)
- 2004 – Carl Mydans, americký fotograf (* 20. května 1907)
- 2005 – Roger Schütz, švýcarský teolog, zakladatel komunity Taizé (* 12. května 1915)
- 2006 – Alfredo Stroessner, paraguayský prezident (* 3. listopadu 1912)
- 2007 – Max Roach, americký jazzový bubeník (* 10. ledna 1924)
- 2008 – Anna Świderkówna, polská historička a filoložka (* 5. prosince 1925)
- 2010
  - Nicola Cabibbo, italský jaderný fyzik (* 10. dubna 1935)
  - Peter Toperczer, slovenský klavírista a hudební pedagog (* 24. července 1944)
- 2011
  - Andrej Bajuk, slovinský ekonom a politik, předseda vlády (* 18. října 1943)
  - Huw Ceredig, velšský herec (* 22. června 1942)
- 2012 – Bystrík Režucha, slovenský dirigent (* 1935)
- 2015 – Jacob Bekenstein, izraelský teoretický fyzik (* 1947)
- 2016 – João Havelange, brazilský sportovní funkcionář, bývalý dlouholetý prezident FIFA (* 1916)
- 2017
  - Osvald Zahradník, slovenský dramatik (* 1932)
  - Wayne Lotter, jihoafrický ochránce přírody (* 4. prosince 1965)
- 2018
  - Aretha Franklinová, americká zpěvačka, skladatelka a pianistka (* 25. března 1942)
  - Jelena Šušunovová, sovětská gymnastka (* 23. května 1969)
- 2019
  - Peter Fonda, americký herec  (* 23. února 1940)
  - Christina, nizozemská princezna (* 18. února 1947)

## Svátky
| 16. srpen v pražském KlementinuÚdaje jsou platné k 8. 7. 2025. | 16. srpen v pražském KlementinuÚdaje jsou platné k 8. 7. 2025. | 16. srpen v pražském KlementinuÚdaje jsou platné k 8. 7. 2025. |
| minimum                                                        | denní průměr                                                   | maximum                                                        |
| -------------------------------------------------------------- | -------------------------------------------------------------- | -------------------------------------------------------------- |
| 8,8 °C (1908)                                                  | 20,2 °C (od 1961)                                              | 34,5 °C (1868)                                                 |

### Česko
- Jáchym, Joachim
- Abrahám, Abraham
- Roch

### Svět
- Katolický kalendář: Svatý Roch z Montpellieru
- Kypr: Den nezávislosti
- Dominikánská republika: Státní svátek
- Havaj: Den přijetí (je-li pátek)
- USA: Národní den rumu

## Pranostiky

### Česko
- Když prší na svatého Rocha, je pak pěkný podzimek.
- O svatém Rochu brambor jen trochu.
- Prší-li jen týden po svatém Rochu, bramborů každý den trochu.
- Na svatýho Rocha přibude brambor trocha.
- Ke svatému Rochu bývá hojnost hrachu.